# Veronica dabneyi
Veronica dabneyi är en grobladsväxtart som beskrevs av Ferdinand von Hochstetter. Veronica dabneyi ingår i släktet veronikor, och familjen grobladsväxter. Inga underarter finns listade i Catalogue of Life. Den troddes vara utdöd eftersom den inte hade observerats sedan 1938, men återupptäcktes 1999, vilket gjorde den till en Lazarus taxon.

## Bildgalleri

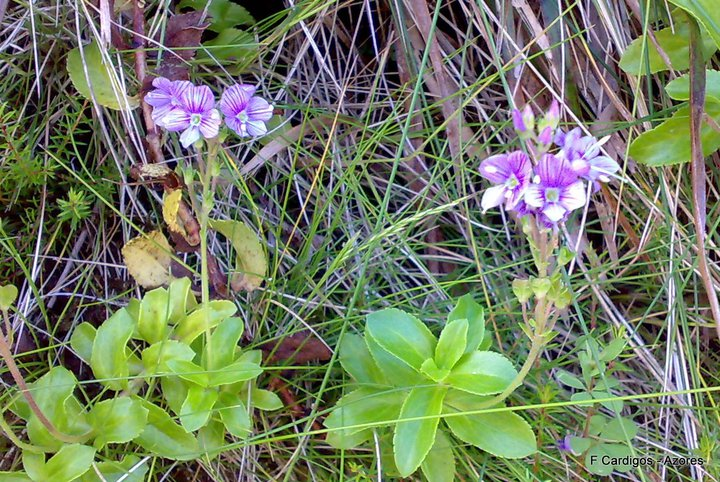